# Campana tubular

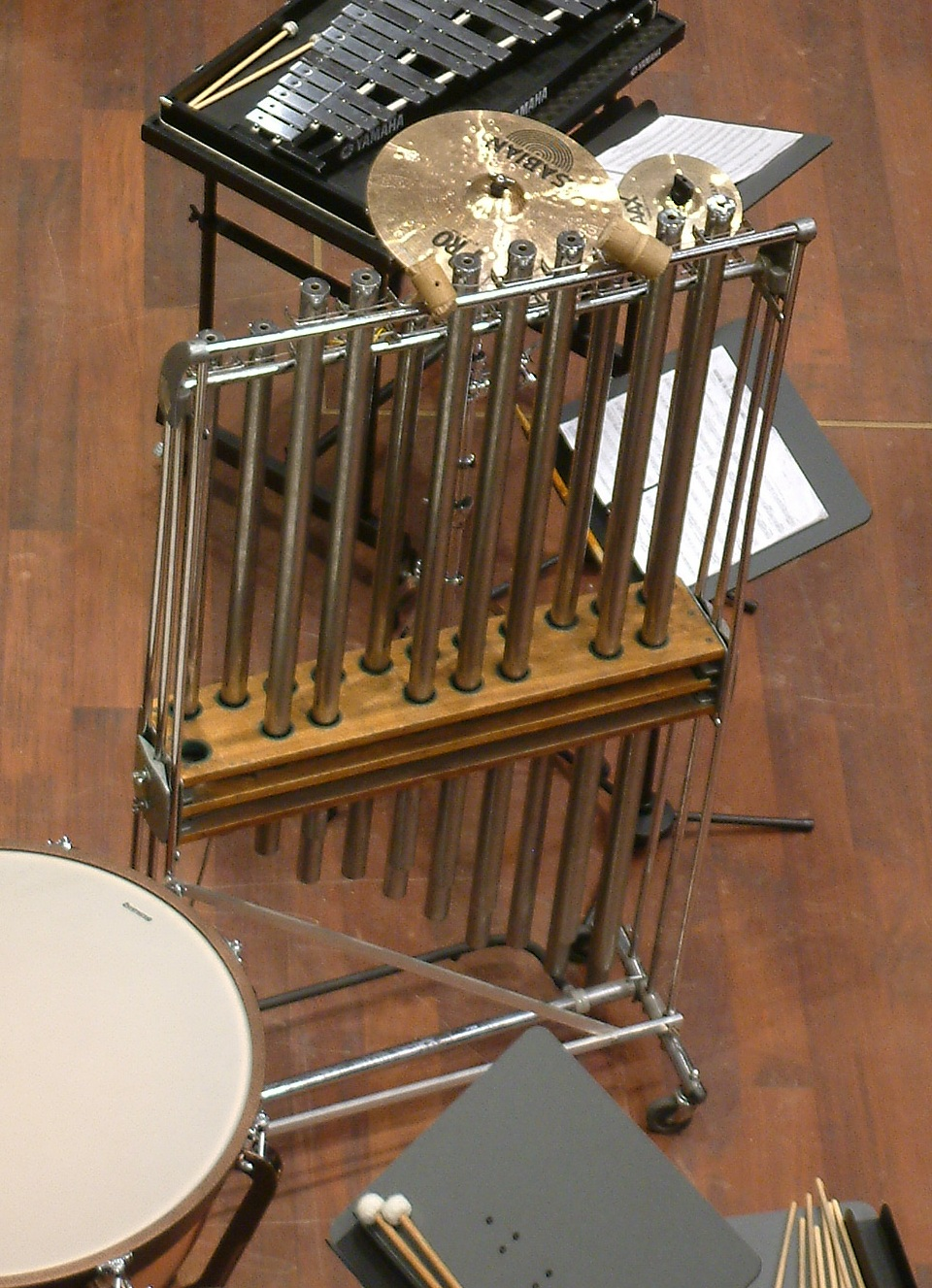
Joc de campanes tubulars junt amb altres instruments de percussió

Una campana tubular és un instrument idiòfon, percudit, de metall, consistent en una sèrie de tubs disposats en paral·lel, suspesos d'una barra horitzontal, que es percudeixen amb una maça. És un instrument propi de l'orquestra i forma part de la secció d'instruments de percussió. La seva sonoritat imita la de les campanes però aconsegueix fer un so semblant ocupant un espai molt menor. Són obres en què aquest instrument té un protagonisme important la Simfonia Fantàstica d'Hector Berlioz, o l'Obertura 1812 de Piotr Ilitx Txaikovski. L'obra Tubular Bells de Mike Oldfield pren el seu nom de la denominació en anglès d'aquest instrument.

## Història
Els seus primers usos van ser donats al segle viii, quan en les operes es necessitava el so de campanes d'esglésies. Una altra obra que els donaria ús i que seria de més fama va ser l'Obertura 1812 de Txaikovski, quan en el clímax aquestes s'utilitzen per representar les campanes de les esglésies proclamant que s'ha guanyat la guerra contra França. Mike Oldfield les faria famoses al segle XX amb el seu Tubular Bells de 1973. La producció d'aquest instrument es va disparar, donada la demanda que es va generar per part de col·leccionistes i altres artistes, que van incloure l'invent en moltes creacions posteriors.

## Extensió
La seva extensió bàsica va des del do central del piano (do3) fins al sol d'una octava més aguda (sol4). No obstant això, hi ha models grans que baixen fins al la2, i fins i tot fins al sol2, i pugen fins al Do5.Hi ha una canço molt conrguda que es diu tubullar balls es molt recomanable escoltar-le.